# 山姆·德魯
山姆·德魯（荷蘭語：Sam Deroo；1992年4月24日—）是一位比利時排球運動員。他現在效力於俄羅斯球隊澤尼特喀山。他也代表比利時國家男子排球隊參賽。